# Іліє Вердец
Іліє Вердец (рум. Ilie Verdeţ; нар. 10 травня 1925, Коменешті — 20 березня 2001, Бухарест) — румунський державний діяч, прем'єр-міністр Румунії (1979–1982), зять Ніколае Чаушеску.

## Біографія
Народився 10 травня 1925 року в комуні Коменешті в сім'ї шахтаря.
З 12 років, зважаючи на складне становище сім'ї, працював шахтарем.
Член РКП з 1945 року.
Закінчив Бухарестську економічну академію.
У 1954–1956 роках — перший секретар обласного комітету Румунської робітничої партії в жудеці Хунедоара, потім — заступник завідувача організаційним відділом ЦК РРП.
Кандидат у члени ЦК РРП (1955–1960), член ЦК РКП (1960–1989), в березні — липні 1960 року, у 1974–1978 і в 1982–1984 роках — секретар ЦК РКП. У 1977 році Н. Чаушеску направив його для врегулювання шахтарських виступів у долині Жіу, однак Вердец не впорався із завданням і навіть два дні знаходився в заручниках.
Член Виконавчого комітету та Постійного Президії ЦК РКП (1966–1977), член Постійного Президії Політичної виконавчого комітету ЦК (1977–1989).
У 1965–1967 роках — заступник, в 1967–1974 роках — перший заступник прем'єр-міністра Соціалістичної Республіки Румунії.
У 1978–1979 роках — перший заступник прем'єр-міністра, голова Держплану.
З 1979 по 1982 рік — прем'єр-міністр Соціалістичної Республіки Румунії. Намагаючись вивести економіку країни з затяжної кризи, вступив в протиріччя з Ніколае Чаушеску і був вимушеним піти у відставку з поста глави уряду.
З 1985 по 1986 рік — міністр вугільної промисловості Румунії.
З 1986 по 1989 рік — голова комісії ЦК РКП з вивчення історії РКП з 1961 року.
Після повалення Чаушеску спробував сформувати новий уряд, але він ніким не був визнаний і проіснував менше години, аж до оголошення по телебаченню про створення Фронту національного порятунку. У 1990 р. вступив в Соціалістичну партію праці (рум. Partidul Socialist al Muncii), в якій також брав участь патріарх румунської політики, колишній генеральний секретар ЦК РКП і критик Чаушеску «зліва» Георге Апостол. Партія отримала невелике число голосів на виборах 1992 року, але надалі в парламент не потрапляла і незабаром була розпущена. Помер від серцевого нападу.

## Джерело
- Ilie Verdet [Архівовано 22 лютого 2014 у Wayback Machine.]